# Lotononis humilior
Lotononis humilior är en ärtväxtart som beskrevs av Dummer. Lotononis humilior ingår i släktet Lotononis och familjen ärtväxter. Inga underarter finns listade i Catalogue of Life.